# Rhyacophila chayulpa
Rhyacophila chayulpa är en nattsländeart som beskrevs av Schmid 1970. Rhyacophila chayulpa ingår i släktet Rhyacophila och familjen rovnattsländor.

## Underarter
Arten delas in i följande underarter:
- R. c. ringmo
- R. c. tsetangpa